# Presépio do Pipiripau
O Presépio do Pipiripau é uma obra tombada pelo Instituto do Patrimônio Histórico e Artístico Nacional no Brasil que retrata, em 45 cenas, a vida de Jesus Cristo. É composto por 580 figuras retratando a vida cotidiana do interior e que se movem. O presépio começou a ser construído a partir de 1906 por Raimundo Machado de Azevedo, sendo um exemplo típico dos presépios mineiros.

## História
O Presépio do Pipiripau começou a ser construído em 1906, quando Raimundo tinha doze anos, na antiga Colônia Américo Werneck, região denominada Pipiripau (MG), onde atualmente está o bairro Instituto Agronômico, em Belo Horizonte. A inspiração veio de quando, ainda criança, sua mãe o levava à igreja e ele observava os presépios das igrejas e dos vizinhos; tratava-se de presépios simples, sem movimento. Ele teve, então, vontade de montar o seu próprio presépio em casa. Sua família era pobre, sem recursos para comprar o material necessário para o seu primeiro presépio, mas ele teve a ideia de conseguir o material com o que encontraria e acabou criando uma obra prima da cultura popular mineira. Com o passar do tempo, passou a dar movimento às figuras baseadas na vida cotidiano do interior e, em 1922, Raimundo foi trabalhar na Empresa Gravatá onde encontrou um escultor português e com ele aprendeu fazer formas de gesso.
A partir de 1984, o presépio foi tombado pelo Instituto do Patrimônio Histórico e Artístico Nacional (Iphan) e hoje encontra-se aberto à visitação pública no Museu de História Natural da UFMG, para onde fora transferido em 1976, tanto para apresentações com movimento quanto para conhecer o presépio parado. Em 2006 o presépio comemorou cem anos de sua criação e recebeu a visita de milhares de pessoas.